# ムオンテ県
ムオンテ県（ムオンテけん、ベトナム語：Huyện Mường Tè / 縣芒齊? ）は、ベトナムライチャウ省の県である。

## 行政区画
以下の1市鎮13社を管轄する。
- ムオンテ市鎮（Mường Tè / 芒齊）
- ブムヌア社（Bum Nưa）
- ブムトー社（Bum Tở）
- カンホ社（Kan Hồ）
- カラン社（Ka Lăng）
- ムカ社（Mù Cả / 模哿）
- ムオンテ社（Mường Tè / 芒齊）
- ナムカオ社（Nậm Khao / 稔蒿）
- パウ社（Pa Ủ）
- パヴェースー社（Pa Vệ Sử）
- タバ社（Tá Bạ / 佐播）
- タトン社（Tà Tổng / 斜總）
- トゥールム社（Thu Lũm / 收廩）
- ヴァンサン社（Vàng San / 黃山）